# Giro del Veneto 2000
Il Giro del Veneto 2000, settantaduesima edizione della corsa, si svolse il 26 agosto 2000 su un percorso di 207 km. La vittoria fu appannaggio dell'italiano Davide Rebellin, che completò il percorso in 5h01'19", precedendo i connazionali Francesco Casagrande e Gianluca Tonetti.
Sul traguardo di Padova 75 ciclisti, su 121 partiti dalla medesima località, portarono a termine la competizione.

## Ordine d'arrivo (Top 10)
| Pos. | Corridore            | Squadra                   | Tempo    |
| ---- | -------------------- | ------------------------- | -------- |
| 1    | Davide Rebellin      | Liquigas-Pata             | 5h01'19" |
| 2    | Francesco Casagrande | Vini Caldirola-Sidermec   | s.t.     |
| 3    | Gianluca Tonetti     | Aguardiente Néctar-S.     | a 2"     |
| 4    | Oscar Mason          | Mercatone Uno-Albacom     | a 32"    |
| 5    | Paolo Valoti         | Mobilvetta-Rossin         | a 34"    |
| 6    | Andrea Ferrigato     | Fassa Bortolo             | s.t.     |
| 7    | Sergio Barbero       | Lampre-Daikin             | s.t.     |
| 8    | Massimiliano Gentili | Mapei-Quick Step          | s.t.     |
| 9    | Felice Puttini       | Alessio                   | s.t.     |
| 10   | Filippo Simeoni      | Amica Chips-Tacconi Sport | s.t.     |